# Alekszandar Sztavrev
Alekszandar Sztavrev (macedónul: Александар Ставрев) (Szkopje, 1977. március 30.–) macedón nemzetközi labdarúgó-játékvezető.

## Pályafutása

### Nemzeti játékvezetés
Játékvezetésből 1996-ban Szkopjében vizsgázott. Vizsgáját követően a Szkopjei Labdarúgó-szövetség által üzemeltetett labdarúgó bajnokságokban kezdte sportszolgálatát. A Macedón Labdarúgó-szövetség Játékvezető Bizottságának (JB) minősítésével 2002-től a Prva liga játékvezetője. Küldési gyakorlat szerint rendszeres 4. bírói szolgálatot is végez.

### Nemzetközi játékvezetés
A Macedón labdarúgó-szövetség JB terjesztette fel nemzetközi játékvezetőnek, a Nemzetközi Labdarúgó-szövetség (FIFA) 2006-tól tartja nyilván bírói keretében. A FIFA JB központi nyelvei közül a angolt és a németet beszéli. 2012-től az UEFA JB minősítése alapján az elit kategóriába tartozik. Több nemzetek közötti válogatott, valamint Intertotó-kupa, UEFA-kupa, Európa-liga és UEFA-bajnokok ligája klubmérkőzést vezetett, vagy működő társának 4. bíróként segített. A macedón nemzetközi játékvezetők rangsorában, a világbajnokság-Európa-bajnokság sorrendjében az első helyet foglalja el 10 találkozó szolgálatával. Válogatott mérkőzéseinek száma: 15 (2015. október 12.).

#### Labdarúgó-világbajnokság
A 2010-es labdarúgó-világbajnokságon illetve a 2014-es labdarúgó-világbajnokságon a FIFA JB játékvezetőként alkalmazta. Selejtező mérkőzéseket az UEFA zónában vezetett.

##### 2010-es labdarúgó-világbajnokság
| Időpont             | Helyszín                      | Mérkőzés típusa           | Mérkőzés             | Eredmény | Nézők száma |
| ------------------- | ----------------------------- | ------------------------- | -------------------- | -------- | ----------- |
| 2008. szeptember 6. | Millennium Stadion, Cardiff   | előselejtező (4. csoport) | Wales–Azerbajdzsán   | 1 – 0    | 17 106      |
| 2009. szeptember 9. | Köztársasági Stadion, Jereván | előselejtező (5. csoport) | Örményország–Belgium | 2 – 1    | 2300        |

##### 2014-es labdarúgó-világbajnokság
| Időpont           | Helyszín                   | Mérkőzés típusa           | Mérkőzés                               | Eredmény | Nézők száma |
| ----------------- | -------------------------- | ------------------------- | -------------------------------------- | -------- | ----------- |
| 2012. október 16. | Luzsnyiki Stadion, Moszkva | előselejtező (F. csoport) | Oroszország–Azeri labdarúgó-válogatott | 1 – 0    | 15 033      |
| 2013. október 15. | Parken Stadion, Koppenhága | előselejtező (B. csoport) | Dánia–Málta                            | 6 – 0    | 11 479      |

#### Labdarúgó-Európa-bajnokság
A 2006-os U17-es labdarúgó-Európa-bajnokság az első nemzetközi tornáján a FIFA/UEFA JB bemutatta a résztvevőknek.
| Időpont         | Helyszín                           | Mérkőzés típusa              | Mérkőzés                 | Eredmény |
| --------------- | ---------------------------------- | ---------------------------- | ------------------------ | -------- |
| 2006. május 3.  | Am Deich Stadion, Ettelbrück       | csoportmérkőzés (B. csoport) | Belgium–Németország      | 0 – 4    |
| 2006. május 8.  | Alphonse Theis Stadion, Hespérange | csoportmérkőzés (A. csoport) | Oroszország–Luxemburg    | 2 – 0    |
| 2006. május 15. | Am Deich Stadion, Ettelbrück       | egyik elődöntő               | Spanyolország–Csehország | 0 – 2    |

---
A 2008-as U19-es labdarúgó-Európa-bajnokságon az UEFA JB bíróként foglalkoztatta.
| Időpont          | Helyszín                    | Mérkőzés típusa              | Mérkőzés                   | Eredmény |
| ---------------- | --------------------------- | ---------------------------- | -------------------------- | -------- |
| 2008. július 14. | Střelnice Stadion, Jablonec | csoportmérkőzés (B. csoport) | Csehország–Anglia          | 2 – 0    |
| 2008. július 17. | Na Litavce Stadion, Pribram | csoportmérkőzés (A. csoport) | Spanyolország–Magyarország | 0 – 1    |

---
A 2011-es U21-es labdarúgó-Európa-bajnokságon az UEFA JB bíróként alkalmazta.
| Időpont          | Helyszín                | Mérkőzés típusa              | Mérkőzés                | Eredmény | Nézők száma |
| ---------------- | ----------------------- | ---------------------------- | ----------------------- | -------- | ----------- |
| 2011. június 11. | Városi Stadion, Aarhus  | csoportmérkőzés (A. csoport) | Fehéroroszország–Izland | 0 – 0    | 2815        |
| 2011. június 15. | Városi Stadion, Herning | csoportmérkőzés (B. csoport) | Ukrajna–Anglia          | 0 – 0    | 3495        |

---
A 2008-as labdarúgó-Európa-bajnokságon, valamint a 2016-os labdarúgó-Európa-bajnokságon az UEFA JB játékvezetőként foglalkoztatta.

##### 2008-as labdarúgó-Európa-bajnokság
| Időpont            | Helyszín                           | Mérkőzés típusa           | Mérkőzés        | Eredmény | Nézők száma |
| ------------------ | ---------------------------------- | ------------------------- | --------------- | -------- | ----------- |
| 2007. november 21. | Borisz Paicsadze Stadion, Tbiliszi | előselejtező (B. csoport) | Grúzia–Litvánia | 0 – 2    | 30 000      |

##### 2016-os labdarúgó-Európa-bajnokság

###### Selejtező mérkőzés
| Időpont             | Helyszín                       | Mérkőzés típusa           | Mérkőzés                             | Eredmény | Nézők száma |
| ------------------- | ------------------------------ | ------------------------- | ------------------------------------ | -------- | ----------- |
| 2015. június 12.    | Nemzeti Stadion, Ta’ Qali      | előselejtező (H. csoport) | Máltai labdarúgó-válogatott–Bulgária | 0 – 1    | 3924        |
| 2015. szeptember 5. | Ernst Happel Stadion, Bécs     | előselejtező (G. csoport) | Ausztria–Moldova                     | 0 – 1    | 48 500      |
| 2015. október 12.   | San Marino Stadion, Serravalle | előselejtező (E. csoport) | San Marino–Szlovénia                 | 0 – 2    | 781         |

#### Nemzetközi kupamérkőzések

##### Európa-liga
| Időpont              | Helyszín                    | Mérkőzés típusa                 | Mérkőzés                          | Eredmény |
| -------------------- | --------------------------- | ------------------------------- | --------------------------------- | -------- |
| 2010. szeptember 16. | Nagyerdei stadion, Debrecen | csoportmérkőzés (I. csoportkör) | Debreceni VSC–FK Metaliszt Harkiv | 1 – 1    |

##### UEFA-bajnokok ligája
| Időpont          | Helyszín                       | Mérkőzés típusa           | Mérkőzés                     | Eredmény |
| ---------------- | ------------------------------ | ------------------------- | ---------------------------- | -------- |
| 2011. július 20. | Sóstói Stadion, Székesfehérvár | 2. selejtezőkör           | Videoton FC–SK Sturm Graz    | 3 – 2    |
| 2015. július 28. | Sóstói Stadion, Székesfehérvár | előselejtező (4. csoport) | Videoton FC–FK BATE Bariszav | 1 – 1    |

## Szakmai sikerek
2012-ben a Macedón Labdarúgó-szövetség Játékvezető Bizottsága az Év Játékvezetője címmel  ismerte le szakmai felkészültségét.